# Qualificazioni al campionato mondiale di calcio 2014
204 squadre hanno partecipato alle qualificazioni per il Campionato mondiale di calcio 2014 per un totale di 32 posti disponibili per la fase finale. Il Brasile (come paese ospitante) si è qualificato automaticamente, lasciando così solo 31 posti per la fase finale.
I 32 posti disponibili per la Coppa del Mondo 2014 sono stati suddivisi tra le confederazioni nei seguenti modi:
- AFC (Asia): 4 o 5 posti, contesi da 46 squadre. Il quinto classificato ha avuto accesso agli spareggi intercontinentali (contro la quinta classificata del CONMEBOL).
- CAF (Africa): 5 posti, contesi da 53 squadre.
- CONCACAF (America del Nord, America Centrale e Caraibi): 3 o 4 posti, contesi da 35 squadre. Il quarto classificato ha avuto accesso agli spareggi intercontinentali (contro la vincente dell'OFC).
- CONMEBOL (America Meridionale): 5 o 6 posti, di cui uno già occupato dal Brasile, gli altri 4 o 5 posti sono stati contesi da 9 squadre. Il quinto classificato ha avuto accesso agli spareggi intercontinentali (contro la quinta classificata dell'AFC).
- OFC (Oceania): 0 o 1 posto, contesi da 11 squadre. Il vincitore ha avuto accesso agli spareggi intercontinentali (contro la quarta classificata della CONCACAF).
- UEFA (Europa): 13 posti, contesi da 49 squadre.

Sono stati giocati 816 incontri e sono stati segnati 2286 goal (con una media di 2,80 per partita).

## AFC
Le partite valide per l'assegnazione dei posti riservati alla confederazione asiatica sono iniziate il 30 marzo 2011 e si sono concluse il 10 settembre 2013. I posti a disposizione sono stati assegnati direttamente alle prime due classificate in ognuno dei due gruppi da cinque squadre della fase finale mentre le due terze classificate si sono scontrate in uno spareggio con andata e ritorno, vinto dalla Giordania, per determinare chi affronterà nello spareggio interzonale la Quinta classificata nel girone della CONMEBOL, ossia l'Uruguay.
Squadre qualificate:
- Iran (1ª classificata nel gruppo A della fase finale);
- Corea del Sud (2ª classificata nel gruppo A della fase finale);
- Giappone (1ª classificata nel gruppo B della fase finale);
- Australia (2ª classificata nel gruppo B della fase finale).

## CAF
Le partite valide per l'assegnazione dei posti riservati alla confederazione africana sono iniziate l'11 novembre 2011 e si sono concluse il 19 novembre 2013. I posti a disposizione sono stati assegnati alle cinque squadre vincitrici dei cinque spareggi (con partite di andata e ritorno) tra le prime qualificate dei 10 gironi della seconda fase.
Squadre qualificate:
- Costa d'Avorio (vincitrice del primo spareggio);
- Nigeria (vincitrice del secondo spareggio);
- Camerun (vincitrice del terzo spareggio);
- Ghana (vincitrice del quarto spareggio);
- Algeria (vincitrice del quinto spareggio).

## CONCACAF
Le partite valide per l'assegnazione dei posti riservati alle squadre della confederazione nord-centroamericana e caraibica sono iniziate il 15 giugno 2011 e si sono concluse il 15 ottobre 2013. I posti a disposizione sono stati assegnati alle prime tre nazionali classificate nel gruppo unico della fase finale mentre la quarta classificata, ossia il Messico, ha giocato lo spareggio interzonale contro la vincitrice della terza fase OFC, ossia la Nuova Zelanda.
Squadre qualificate:
- Stati Uniti (1ª classificata nel gruppo unico della fase finale);
- Costa Rica (2ª classificata nel gruppo unico della fase finale);
- Honduras (3ª classificata nel gruppo unico della fase finale);

## CONMEBOL
Le partite valide per l'assegnazione dei posti riservati alle squadre della confederazione sudamericana sono iniziate il 7 ottobre 2011 e si sono concluse il 15 ottobre 2013. I posti a disposizione sono stati assegnati alle prime quattro nazionali classificate nel gruppo unico, mentre la quinta classificata, ossia l'Uruguay, ha giocato lo spareggio interzonale con la vincitrice dello spareggio tre le due terze classificate dei due gruppi della fase finale AFC, ossia la Giordania.
Squadre qualificate:
- Brasile (qualificata di diritto come paese ospitante);
- Argentina (1ª classificata nel gruppo unico);
- Colombia (2ª classificata nel gruppo unico);
- Cile (3ª classificata nel gruppo unico);
- Ecuador (4ª classificata nel gruppo unico).

## OFC
Le partite valide per l'assegnazione dei posti riservati alla confederazione oceanica sono iniziate il 22 novembre 2011 con le Qualificazioni alla Coppa delle nazioni oceaniane 2012 e si sono concluse il 26 marzo 2013.
A differenza delle altre cinque confederazioni continentali, l'OFC non aveva un posto assicurato al campionato del mondo: per accedere alla competizione, la vincitrice delle selezioni (la Nuova Zelanda) doveva infatti affrontare lo spareggio interzonale con la quarta classificata nel gruppo unico della fase finale CONCACAF.

## UEFA
Le partite valide per l'assegnazione dei posti riservati alla confederazione europea sono iniziate il 7 settembre 2012 e si sono concluse il 15 ottobre 2013. I primi nove posti a disposizione sono stati assegnati alle nazionali prime classificate in ognuno dei nove gruppi, mentre gli altri quattro attraverso spareggi, con andata e ritorno, fra le otto migliori seconde. 
Squadre qualificate:
- Belgio (1ª classificata nel gruppo A);
- Italia (1ª classificata nel gruppo B);
- Germania (1ª classificata nel gruppo C);
- Paesi Bassi (1ª classificata nel gruppo D);
- Svizzera (1ª classificata nel gruppo E);
- Russia (1ª classificata nel gruppo F);
- Bosnia ed Erzegovina (1ª classificata nel gruppo G);
- Inghilterra (1ª classificata nel gruppo H);
- Spagna (1ª classificata nel gruppo I);
- Portogallo (vincitrice del primo spareggio);
- Francia (vincitrice del secondo spareggio);
- Grecia (vincitrice del terzo spareggio);
- Croazia (vincitrice del quarto spareggio).

## Interzona
Nelle qualificazioni interzonali vi sono stati due spareggi, con partite di andata e ritorno, per decidere rispettivamente la penultima e ultima squadra a qualificarsi per "Brasile 2014". Nello spareggio AFC-CONMEBOL si sono affrontate la nazionale della Giordania, in quanto vincitrice dello spareggio della zona asiatica, e la nazionale dell'Uruguay, in quanto quinta classificata nel gruppo unico della zona sudamericana. Nello spareggio CONCACAF-OFC si sono invece scontrate la nazionale del Messico, in quanto quarta classificata nel gruppo unico della fase finale della zona nord-centroamericana e caraibica, e la nazionale della Nuova Zelanda, in quanto vincitrice della zona oceaniana. La prima partita degli spareggi si è disputata il 13 novembre 2013 mentre l'ultima si è giocata il 20 novembre 2013.
Squadre qualificate:
- Uruguay (vincitrice dello spareggio AFC-CONMEBOL);
- Messico (vincitrice dello spareggio CONCACAF-OFC).

## Squadre qualificate

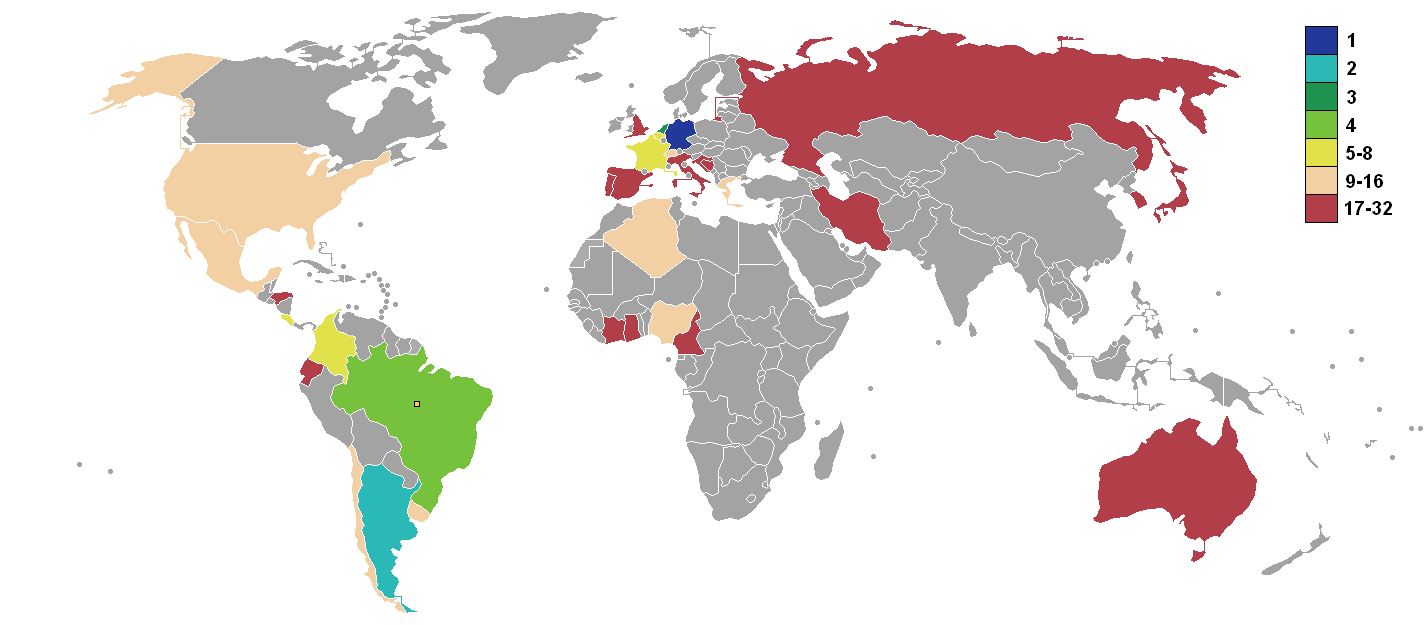
Le squadre qualificate

| Squadre              | Numero di presenze (inclusa edizione 2014) | Numero di presenze consecutive | Ultima apparizione |
| -------------------- | ------------------------------------------ | ------------------------------ | ------------------ |
| Algeria              | 4                                          | 2                              | 2010               |
| Argentina            | 16                                         | 11                             | 2010               |
| Australia            | 4                                          | 3                              | 2010               |
| Belgio               | 12                                         | 6                              | 2002               |
| Bosnia ed Erzegovina | 1                                          | 1                              | esordiente         |
| Brasile              | 20                                         | 20                             | 2010               |
| Camerun              | 7                                          | 4                              | 2010               |
| Cile                 | 9                                          | 2                              | 2010               |
| Colombia             | 5                                          | 3                              | 1998               |
| Corea del Sud        | 9                                          | 8                              | 2010               |
| Costa Rica           | 4                                          | 2                              | 2006               |
| Costa d'Avorio       | 3                                          | 3                              | 2010               |
| Croazia              | 4                                          | 3                              | 2006               |
| Ecuador              | 3                                          | 2                              | 2006               |
| Francia              | 14                                         | 5                              | 2010               |
| Germania             | 18                                         | 16                             | 2010               |
| Ghana                | 3                                          | 3                              | 2010               |
| Giappone             | 5                                          | 5                              | 2010               |
| Grecia               | 3                                          | 2                              | 2010               |
| Honduras             | 3                                          | 2                              | 2010               |
| Inghilterra          | 14                                         | 6                              | 2010               |
| Iran                 | 4                                          | 1                              | 2006               |
| Italia               | 18                                         | 14                             | 2010               |
| Messico              | 15                                         | 6                              | 2010               |
| Nigeria              | 5                                          | 3                              | 2010               |
| Paesi Bassi          | 10                                         | 3                              | 2010               |
| Portogallo           | 6                                          | 4                              | 2010               |
| Russia               | 3                                          | 1                              | 2002               |
| Spagna               | 14                                         | 10                             | 2010               |
| Stati Uniti          | 10                                         | 7                              | 2010               |
| Svizzera             | 10                                         | 4                              | 2010               |
| Uruguay              | 12                                         | 4                              | 2010               |